# Popelín (nádraží)
Popelín je železniční stanice v obci Popelín v okrese Jindřichův Hradec. Stanice byla otevřena v roce 1887.

## Provozní informace
Stanice má jedno jednostranné nástupiště. V stanici není možnost zakoupení si jízdenky a trať procházející stanicí je elektrizovaná střídavým proudem 25 kV, 50 Hz. Provozuje ji Správa železnic.

## Doprava
Do roku 2020 zde zastavovaly osobní vlaky Veselí nad Lužnicí – Počátky-Žirovnice. V současné době (v roce 2023) už zde vlaky nezastavují a stanicí pouze projíždějí rychlíky.

## Tratě
Stanicí prochází tato trať:
- Havlíčkův Brod – Jihlava – Veselí nad Lužnicí (SŽCZ 225)